# Samantha Fish
Pour les articles homonymes, voir Fish.
Samantha Fish, née le 30 janvier 1989 à Kansas City (Missouri), est une chanteuse, guitariste et auteure-compositrice de blues et de blues rock américaine. 
Elle a plusieurs albums à son actif, et se produit régulièrement sur scène au sein de son trio, le Samantha Fish Blues Band. Elle est la sœur de la chanteuse Amanda Fish (en).

## Biographie
Samantha Fish est née le 30 janvier 1989 à Kansas City (Missouri). Adolescente, tandis que sa sœur aînée Amanda s'enferme dans sa chambre pour chanter le blues, elle s'enferme dans la sienne pour jouer de la guitare. Elle est alors influencée par des rockers tels que The Rolling Stones et Tom Petty ou des bluesmen tels que Stevie Ray Vaughan, Son House et Skip James.
Elle maîtrise rapidement son instrument, ainsi que le chant, si bien qu'elle en vient à se produire régulièrement sur scène simplement accompagnée d'un batteur et d'un bassiste. C'est avec cette formation, le Samantha Fish Blues Band, qu'elle enregistre en 2009 un premier album à compte d'auteur qui lui permet d'être remarquée par le label de blues allemand Ruf Records. Celui-ci lui fait enregistrer en 2011 avec deux autres chanteuses de blues l'album Girls with Guitars, puis sous son propre nom l'album Runaway.
Cet album est  remarqué et lui permet de décrocher en 2012 le Blues Music Award du meilleur nouvel artiste de blues.
En 2013, Samantha Fish enregistre son deuxième album solo, Black Wind Howlin’, dans lequel elle développe un blues moite et saturé d'électricité, puis elle publie en octobre 2015 l'album Wild Heart, aux accents plus intimistes et plus « roots » que le précédent.
Toujours basée à Kansas City (Missouri), elle continue de se produire régulièrement sur scène, soit avec son trio, soit avec d'autres artistes, ces dernières collaborations ayant donné lieu à deux nouveaux albums, Chills and Fever, un disque aux sonorités soul et rhythm and blues, parsemé de cuivres, sorti en mai 2017, et Belle of the West, paru quelques mois plus tard, qui marque un retour de l'Américaine vers un style folk rock.
En 2019, elle signe avec le prestigieux label Rounder Records pour un album intitulé Kill or Be Kind, paru le 20 septembre. Le simple Watch It Die/Love Letters contenant deux titres extraits de cet album est publié début mai.
Le 11 mars 2020, elle donne un concert à Paris à La Cigale, très peu de temps avant l'instauration du premier confinement.
Samantha Fish s'associe ensuite à Jesse Dayton (en), avec qui elle sort l'EP Stardust Sessions en 2022, suivi de l'album Death Wish Blues, produit par Jon Spencer, le 19 mai 2023. Leur blues est fortement enrichi de rock et de soul, en passant par la country, le funk ou le garage. Leur tournée conjointe passera par Paris, sur la scène du Bataclan, le 31 mai 2023.
Considérée comme l'une des figures de proue des jeunes artistes de blues, mais aussi comme une guitariste accomplie, Fish s'est notamment produite sur scène en compagnie de grandes légendes du blues et du rock n'roll, tels Buddy Guy et Jonny Lang, Steven Tyler ou encore Joe Bonamassa.

## Discographie

### Albums solo
- 2009 : Live Bait (Ruf Records)
- 2011 : Runaway (Ruf Records)
- 2013 : Black Wind Howling (Ruf Records)
- 2015 : Wild Heart (Ruf Records)
- 2017 : Chills and Fever (Ruf Records)
- 2017 : Belle of the West (Ruf Records)
- 2019 : Kill or Be Kind (Rounder Records)
- 2021 : Faster (Rounder Records)
- 2025 : Paper Doll (Rounder Records)

### Albums en collaboration
- 2011 : Samantha Fish / Cassie Taylor / Dani Wilde, Girls with Guitars (Ruf Records)
- 2012 : Samantha Fish / Dani Wilde / Victoria Smith,  Girls with Guitars Live (Ruf Records)
- 2013 : Jimmy Hall / Reese Wynans / Samantha Fish / Kate Moss / Danielle Schnebelen / Kris Schnebelen :  The Healers (Blue Star Connection)
- 2022 : Samantha Fish & Jesse Dayton : Stardust Sessions EP (Rounder Records)
- 2023 : Samantha Fish & Jesse Dayton : Death Wish Blues (Rounder Records)

## Classements et distinctions
- Black Wind Howlin'
  - N°47 au Billboard Top Heatseekers (2013)
  - N°7 au Billboard Top Blues Albums (2013, 2014)
- Wild Heart
  - N°1 au Billboard Top Blues Albums (2015)
- Belle of the West
  - N°1 au Billboard Top Blues Albums (2017)
- Kill or Be Kind
  - N°1 au Billboard Top Blues Albums (2019)
- Faster
  - N°1 au Billboard Top Blues Albums (2021)

### Distinctions
- Révélation de l'année – 2012 Blues Music Awards à Memphis
- Artiste de l'année – 2016 Independent Blues Awards
- Meilleure artiste indépendant de blues  – 2016 Independent Blues Awards
- Meilleur album indépendant de blues pour Wild Heart  – 2016 Independent Blues Awards
- Meilleure chanson de Modern Roots (Go Home) – 2016 Independent Blues Awards
- Road Warrior – 2016 Independent Blues Awards
- Meilleur album contemporain de blues pour Chills & Fever - 2017 Blues Blast Music Awards
- Meilleure artiste indépendant de blues – 2017 Independent Blues Awards
- Road Warrior – 2017 Independent Blues Awards
- Meilleur album de blues pour Belle of the West – 2017 Best of the Beat Awards
- Meilleur album de Modern Roots pour Belle of the West – 2018 Independent Blues Awards
- Meilleure artiste indépendant de blues-soul – 2018 Independent Blues Awards
- Meilleure performance scénique – 2018 Independent Blues Awards
- Road Warrior – 2018 Independent Blues Awards
- Meilleure chanson pour le "bien commun" (American Dream) – 2018 Independent Blues Awards
- Artiste blues féminine de l'année – 2018 Annual Living Blues Awards
- Artiste féminin contemporain blues de l'année – 2018 Blues Music Awards
- Meilleure chanteuse – 2018 Best of the Beat Awards
- Meilleure performeuse blues – 2018 Best of the Beat Awards
- Meilleure guitariste – 2018 Best of the Beat Awards
- Album blues de l'année pour Kill or Be Kind - 2019 AllMusic
- Artiste de l'année pour Kill or Be Kind - 2020 Independant Blues Awards
- Artiste féminine de l'année pour Kill or Be Kind - 2020 Independant Blues Awards